# Frank Foley
Frank Foley (24. november 1884 – 8. maj 1958) var en britisk spion, der i Tyskland reddede 10.000 jøder fra den sikre død.
Frank Foley var officielt medarbejder ved den engelske ambassade i Berlin, men var i virkeligheden leder af MI6, det britiske efterretningsvæsen.
Han brugte sin stilling til at udstede falske papirer til forfulgte jøder fra krystalnatten til udbruddet af 2. verdenskrig. Foley havde ikke diplomatisk immunitet, så han løb en stor personlig risiko. Nu har tyske og britiske myndigheder sat ham et mindesmærke i Berlin ved den engelske ambassade.